# Syberia: The World Before
Syberia: The World Before est un jeu vidéo d'aventure en pointer-et-cliquer conçu par Benoît Sokal, développé par Koalabs et édité par Microids en 2022. Le jeu est disponible sur PC, PS5 et Xbox Series. Il s'agit du quatrième volet de la série de jeux d'aventure Syberia entamée en 2002.

## Synopsis
Le jeu alterne entre deux intrigues situées à deux époques différentes, avec deux personnages principaux. D'une part, il relate le destin de Dana Roze, jeune pianiste talentueuse de Vaghen menacée par la montée en puissance de l'Ombre brune, mouvement politique fasciste en Europe en 1937. 
D'autre part, il poursuit les aventures de Kate Walker peu après la fin de son aventure précédente, située en 2004. Cette dernière, enfermée dans des mines de sel à la suite de sa mésaventure, découvre avec sa codétenue Katyusha un wagon de l'Ombre brune dans lequel elle découvrira un tableau d'une femme lui ressemblant (Dana). Après des péripéties conduisant à la mort de Katyusha, Kate parvient à fuir la mine. Elle se lance alors dans la quête de retrouver l'identité de la personne du portrait. Cela la conduira à Vaghen, un an plus tard, pour poursuivre ses recherches...

## Bande son

### Doublage francophone
Liste conçue à partir des crédits du jeu :
- Françoise Cadol : Kate Walker
- Émilie Rault : Dana Roze
- Hubert Drac : Oscar
- Damien Boisseau : Leon Kobatis
- Ethel Houbiers : Leni Renner
- Véronique Augereau : Junta Steinhoff / Colonelle Janet Blake
- Dorothée Pousséo : Katyusha Spiridonova
- Céline Monsarrat : Olivia Foster
- Brigitte Guedj : Bettina Wagner, Lena Roze
- Jérémie Covillault : Reinhard Berger
- Nathalie Homs : Angela Higel, Sarah Walker
- Jacques Chaussepied : Gustav Renner
- Barbara Beretta : Carina Beckmann
- Jean-François Vlérik : Maximilian Mahler
- Serge Thiriet : Herman Van Demarolle (VO + VF)
- Guillaume Orsat : Harold Exner
- Patrice Melennec : Ludwig Hardtack
- Bernard Lanneau : Mathias Müller
- Cécile Gatto : Kate Walker (enfant)
- Marc Saez : Anton Roze, Albert Bauer
- Éric Legrand : Horst Sauer
- Stéphane Ronchewski : Joshua Denke
- Sylvain Lemarié : Frank Höss

### Musique
Tout comme le furent les bandes-son de Syberia II et Syberia III, les compositions musicales sont tenues par le compositeur Inon Zur. Contrairement aux bandes-son des opus précédents, notamment du troisième jeu de la saga où les compositions épiques avaient un aspect tribal, les compositions de ce quatrième opus se veulent plus intimistes avec une esthétique proche des musiques classiques de l'Europe occidentale. Le piano est notamment utilisé du fait que l'un des personnages incarnés par le joueur, Dana Roze, est pianiste. 
Pour pouvoir réaliser ces morceaux de piano, Inon Zur est accompagnée de la pianiste Emily Bear.

## Développement
Benoît Sokal et Microids annoncent le projet en août 2019. Une bande-annonce et un prologue jouable sont mis en ligne en octobre 2020.
Le 28 mai 2021, Benoît Sokal décède des suites d'une longue maladie. Le développement continue toutefois sans lui. Lucas Lagravette, coscénariste du jeu, reprend également les postes de réalisateur et directeur artistique. Il commente sur la situation : "Son décès n’était pas une surprise mais il est survenu si vite… C’était sa volonté que Syberia continue sans lui". Malgré la disparition de Sokal, Lagravette précise toutefois qu' : "il n’y a rien dans Syberia : The World Before que Benoît n’ait pas validé avant de nous quitter. Il se savait entouré de gens de confiance et il a beaucoup plus délégué qu’auparavant". 
En août 2021, à l'occasion de la Gamescom, le date de sortie du jeu est annoncée pour le 10 décembre 2021.
Début décembre 2021, quelques jours avant la sortie initiale, Microids annonce un report du titre au premier trimestre 2022.
Le 21 janvier 2022, la nouvelle date de sortie est annoncée pour le 18 mars 2022.

## Accueil
Alors que Syberia III avait des critiques mitigées voire décevantes mettant en avant notamment l'aspect technique bancal, une histoire moins intéressante, malgré un univers toujours aussi enchanteur et une bande-son d'Inon Zur magnifique; Syberia: The World Before reçoit des critiques beaucoup plus chaleureuses et élogieuses, mettant en avant notamment une technique plus aboutie, des graphismes "franchement jolis", ou encore une histoire captivante.
- Jeuxvideo.com : 16/20[10]
- IGN : 8/10[11]
- Gameblog.fr : 7/10[12]
- Jeuxactu.com : 16/20[13]
- Actugaming.net : 7,5/10[14]